# Papež Anicet
Sveti Anicet, papež (in mučenec glej: Ocena) Rimskokatoliške cerkve, * 1. stoletje n. št., Emesa (danes Homs, Sirija - Rimsko cesarstvo); † 20. april 167, Rim. V Rimskokatoliški cerkvi god 20. april.

## Življenjepis

### Prvi Sirijec na papeškem prestolu
Anicet je bil doma iz Emese (danes Homs) v Siriji. Zdi se, da so ga izključili iz sirijske Cerkve na vzhodu, ker se je bojeval proti gnosticizmu.

### Težave z gnostiki v Rimu
Tudi v njegovem času so se v Rimu še skušali uveljaviti gnostiki Kerdon, Valentin in Markion, obenem pa je uspešno delovala Justinova teološka šola. Uspehe je žel zlasti Markion. V prvih letih svojega pontifikata ga je Anicet, s pomočjo apologeta svetega Justina, uspešno zavračal.
- Po letu 161, ko je postal cesar Mark Avrelij, se je v Frigiji v Mali Aziji pojavila zmota montanizma. Montan, ki se je proglasil za orodje Duha Tolažnika, je oznanjal bližnji Kristusov prihod, zahteval je strogi post in zdržnost, obsojal zakonsko zvezo in bil nepopustljiv do kristjanov, ki so padli v kak greh. Ta pretirani etični rigorizem so obsodili maloazijski škofje, vendar se je kljub temu širil in prodiral tudi na zahod. Zaradi nekaterih družbeno škodljivih naukov (npr. nasprotovanje zakonski zvezi) teh herezij je država začela preganjati tudi pravoverne kristjane in celo škofe. Takrat sta mučeništvo pretrpela tudi sveti Polikarp in sveti Justin.

### Škof Polikarp v Rimu in vprašanje Velike noči
Papeža Aniceta je obiskal ugledni škof Polikarp iz Smirne v Mali Aziji, še zadnji živeči učenec apostola Janeza, tedaj že sivolasi starček. Polikarp je želel pridobiti papeža za večjo enotnost v cerkvenem poslovanju in odstraniti razlike, ki so motile soglasje med razkropljenimi brati. Ob rastočem številu kristjanov je bilo to vedno nujnejše. Anicet in Polikarp sta se v mnogih zadevah bratovsko sporazumela, le glede dneva za istočasno praznovanje Velike noči še nista prišla do soglasja. Polikarp je zagovarjal stališče Cerkve v Mali Aziji, kjer so praznovali Gospodovo vstajenje vedno 14. nisana (kot Judje), čeprav takrat ni bila nedelja. Anicet je priporočal, naj se tudi v Mali Aziji drže vedno nedelje kakor v rimski Cerkvi in po drugem krščanskem svetu (kar velja še danes). Ker je Anicet spoštoval azijsko izročilo po apostolu Janezu, ni ostro zahteval prilagoditve teh vzhodnih bratov. Tako sta ostala s Polikarpom kljub tej razliki v praksi v Kristusovi ljubezni. Zgodovinar Evzebij piše, da Polikarp ni uspel prepričati papeža niti papež Polikarpa. Papež Anicet je vseeno povabil Polikarpa, da je v Rimu vodil evharistično daritev, kar je bila za gosta največja počastitev. Oba sta se v medsebojnem spoštovanju in v miru ločila. Sporno vprašanje je nato enotno rešil Anicetov tretji naslednik papež Viktor I. (189-199). 
Evzebij poroča tudi, da je v Anicetovem času obiskal Rim krščanski zgodovinar Hegesip. To pogosto omenjajo kot znamenje, kako velik pomen je v tistem času imel rimski škofovski sedež.

### Določbe
Po zbirki Liber pontificalis je Anicet duhovnikom prepovedal nošenje dolgih las.

## Mučeništvo in češčenje
Rimski martirologij poroča, da je tudi sam Anicet umrl mučeniške smrti; vendar o tem ne obstajajo podrobnosti. Kot dan mučeništva navajajo dan 16., 17. ali 20. aprila.
Po izročilu je bil papež Anicet pokopan v Kalistovih katakombah; 1604. leta pa so njegovo telo prenesli v družinsko kapelo palače Altemps, ko je Klemen VII. odobril tozadevno prošnjo kneza Giovannija Angela Altempsa.

### Ocena
Rimski martirologij poroča, da je Anicet umrl mučeniške smrti, vendar o tem manjkajo zgodovinske podrobnosti. Najstarejši rokopis te knjige Aniceta namreč ne prišteva med mučence kakor nekateri drugi poznejši zapisi. Zato sodimo, da je umrl naravne smrti, kar se ujema s tedanjim splošnim stanjem v Cerkvi. Po reformi cerkvenega koledarja, ki jo je opravil papež Pavel VI. 1969 in po nekaterih poznejših prilagoditvah, ga častimo sicer kot svetnika 20. aprila (neobvezni god), ne pa več kot mučenca kot prej, ko je bil god 17. aprila.
- Papež Anicet je bil prvi pastir božje Cerkve za Pijem I., nekako med letoma 154 in 166; nekateri ocenjevalci virov mu pripisujejo vladanje še nekaj časa po letu 166. Moral je biti zelo ugleden, ker so se v njegovem času zatekali v Rim vodilni gnostični krivoverci kakor nadarjeni Valentin iz Aleksandrije, Kedron in podjetni, včasih kar nasilni Markion iz Sardesa. Papež Anicet je zoper nje zvesto ohranjal razodeto resnico in apostolsko izročilo. Prav ta zanesljivo ohranjeni pravi Kristusov nauk je šel k Anicetu preučevat palestinski bojevnik Hegesip (gl. 4. april) in se navduševal ob papeževi skrbi za čisto božjo resnico.
- V dobi tega papeža je bila v Rimu ustanovljena prva krščanska verska šola, da se je Cerkev mogla braniti zoper napade poganske in krivoverske filozofije, obenem pa s poglobljenim učenjem razodetih resnic pridobivati tudi izbražence. Tako šolo je spretno vodil filozof in poznejši mučenec Justin (gl. 1. junij). Tako je ta papež svojo vrhovno pastirsko službo opravljal modro in uspešno, uporabljajoč nova sredstva, ki jih je narekoval tisti čas.

- Anicetova osebna plemenitost in blaga metoda odločanja je lepo razvidna iz obiska sv. Polikarpa, kjer sta se v večini spornih zadev sporazumela, le glede praznovanja Velike noči sta ostala vsak pri svojem; vendar papež ni ostro zahteval prilagoditve teh vzhodnih bratov (kot je pozneje sprva storil papež Viktor celo z grožnjo izobčenja!). Tako je Anicet lep zgled bratovske sloge v Cerkvi, ki mora ves čas obstajati kljub različnim krajevnim navadam. [3]